# Тюменский заказник
Тюменский заказник — государственный природный заказник федерального значения в Тюменской области.

## История
Тюменский заказник был создан 11 апреля 1958 года. Его целью является охрана, восстановление и воспроизводство объектов животного мира и их среды обитания, а также поддержание экологического баланса.

## Расположение
Заказник располагается в юго-западной части Западно-Сибирской низменности, в междуречье среднего течения Тавды и Туры, на территории Нижнетавдинского района Тюменской области. Общая площадь заказника составляет 53 585 га.

## Климат
В январе средняя температура — −18 °С, в июле — 17,5 °С. Среднегодовое количество осадков составляет около 500 мм.

## Флора и фауна
Под охраной находятся южные урочища еловых лесов с примесью кедра, пихты, липы, можжевельника и вереска. Животный мир заказника включает такие виды, как кабан, лось, медведь, сибирская косуля, рысь, куница, американская норка, енот и др. Редкие и исчезающие виды птиц, обитающие в заказнике: чёрный аист, большой подорлик, беркут, орлан-белохвост, кречет, филин, сапсан.